# Jumma (volk)

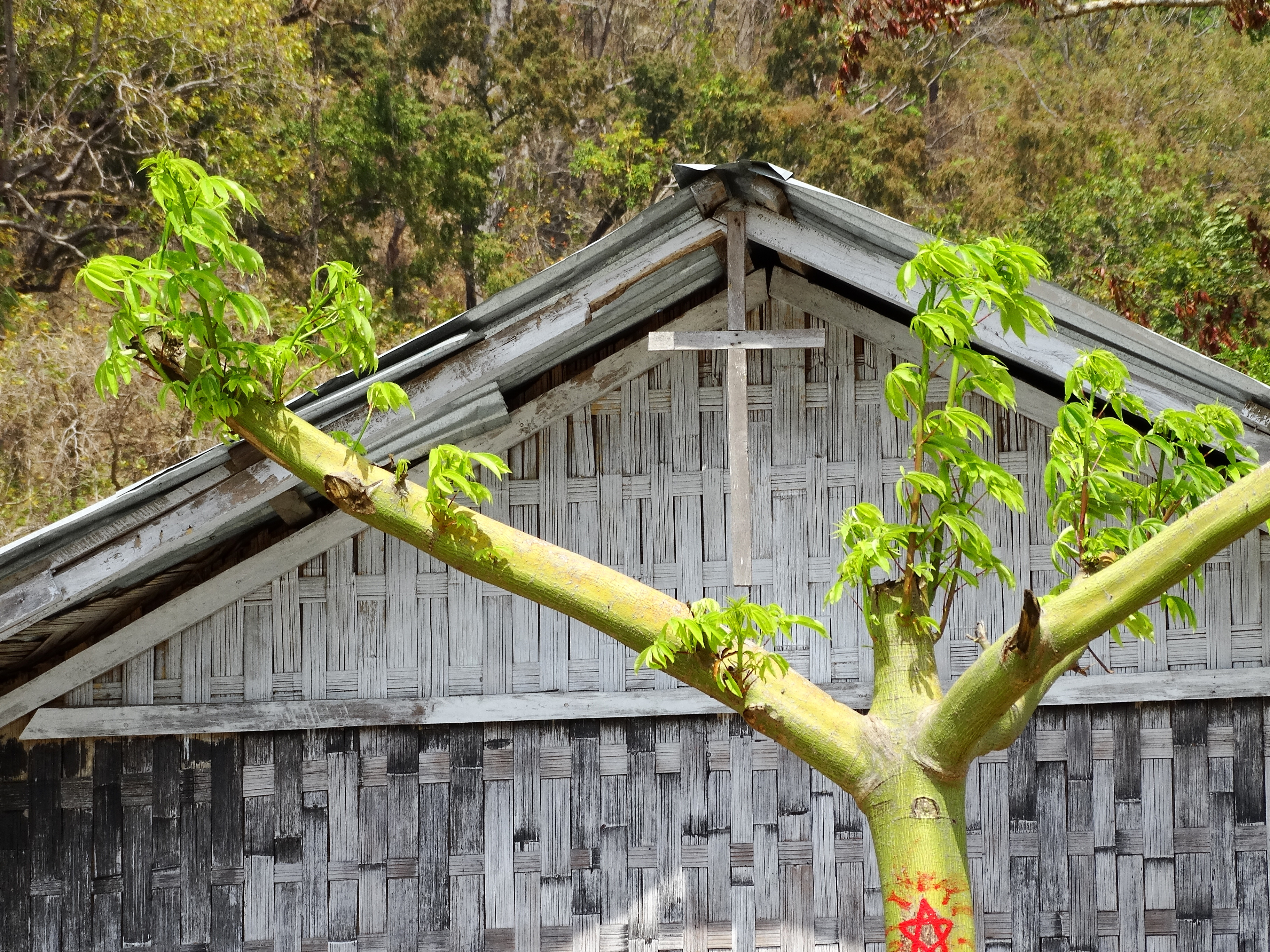
Een christelijke kerk in Chittagong Hill Tracts

De Jumma (Bengaals: জুম্ম জনগোষ্ঠী) is een collectieve term voor de inheemse volkeren van de regio Chittagong Hill Tracts. Deze streek beslaat het oosten van de Chittagong-divisie in het huidige Bangladesh. Het gaat om de Chakma, Arakanezen (ook: Rakhine), Marma, Tripuri, Tanchangya, Chak, Pankho, Mru, Bawm, Luhai, Khyang, inheemse Assamezen en de Khumi.

Chittagong Hill Tracts.

De naam “jumma” ("jum-landbouw") is afgeleid van de landbouwmethode van deze volkeren: akkers worden tijdelijk braak gelaten, in een soort drieslagstelsel. Om de grond klaar te maken, wordt de vegetatie, met uitzondering van de hogere bomen, afgebrand. Jumma is een oorspronkelijk door buitenstaanders, maar nu door henzelf gebruikte geuzennaam. De Jumma staan ook bekend als Pahari, dat betekent “Mensen uit de heuvels”.
De Jumma zijn inheemse volkeren, en spreken niet het Bengaals van de etnische Bengalen. Religieus zijn ze ook verschillend, het meest boeddhistisch, en minderheden van Hindoes en christenen. Slechts een klein aantal heeft zich bekeerd tot de islam. Daarnaast worden nog een aantal traditionele religieuze praktijken beoefend.

## Vervolging in Bangladesh
Sedert de onafhankelijkheid van Bangladesh hebben de Jumma te lijden gehad van etnische en religieuze vervolging door de Bengaalse moslims. In sommige gevallen is sprake van genocide.